# يارالوجة
يارالوجة هي قرية في مقاطعة كليبر، إيران. عدد سكان هذه القرية هو 10 في سنة 2006.